# Pinnaspis javanensis
Pinnaspis javanensis är en insektsart som först beskrevs av Kuwana in Kuwana och Muramatsu 1931.  Pinnaspis javanensis ingår i släktet Pinnaspis och familjen pansarsköldlöss. Inga underarter finns listade i Catalogue of Life.